# Rin Asuka
Rin Asuka (jap. 飛鳥 凛 Asuka Rin; * 28. März 1991 in Osaka) ist eine japanische Schauspielerin.

## Leben
Asuka wurde am 28. März 1991 in Osaka geboren. Sie wird durch die renommierte Agentur Stardust Promotion vertreten. Ihre Debütrolle übernahm sie 2007 in dem Film The Gift from Heaven. Sie verkörperte die Hauptrolle im Horrorfilm The Scissors Massacre im Jahr 2008. Von 2009 bis 2010 stellte sie die Rolle der Wakana Sonozaki in der Fernsehserie Kamen Rider W sowie den dazugehörigen Verfilmungen. Im deutschsprachigen Raum wurde sie durch die Hauptrolle im Erotikfilm White Lily bekannt.

## Filmografie (Auswahl)
- 2007: The Gift from Heaven (天使がくれたもの Tenshi ga kureta mono)
- 2008: The Scissors Massacre (口裂け女2 Kuchisake-onna 2)
- 2008: When They Cry (ひぐらしのなく頃に Higurashi no naku koro ni)
- 2008: Last Mail (ラストメール rasuto mēru; Mini-Serie, 10 Episoden)
- 2009: When They Cry: Reshuffle (ひぐらしのなく頃に　誓 Higurashi no naku koro ni Chikai)
- 2009: Kamen Rider × Kamen Rider W & Decade: Movie War 2010 (仮面ライダー×仮面ライダーW＆ディケイドMOVIE大戦2010 Kamen raidā x Kamen raidā W & Dikeido MOVIE taisen 2010)
- 2009–2010: Kamen Rider W (仮面ライダーW Kamen raidā W) (Fernsehserie, 46 Episoden)
- 2010: Kamen Rider W Forever: A to Z/The Gaia Memories of Fate (仮面ライダーＷ（ダブル）FOREVER A to Z／運命のガイアメモリ Kamen raidā W (daburu) FOREVER A to Z/Unmei no gaia memori)
- 2011: Vanished Girl in the Woods (七つまでは神のうち Nanatsu made wa kami no uchi)
- 2015: Biohazard the Stage
- 2017: White Lily (ホワイトリリー Howaito rirī)
- 2019: The Woman Who Keeps a Murderer (殺人鬼を飼う女 Satsujinki o kau onna)